# Trzeci rząd Ingvara Carlssona
Trzeci rząd Ingvara Carlssona – rząd Szwecji działający od 7 października 1994 do 22 marca 1996. Był to mniejszościowy gabinet monopartyjny tworzony przez Szwedzką Socjaldemokratyczną Partię Robotniczą.
Socjaldemokraci utracili władzę w 1991, kiedy to po wyborach powstał centroprawicowy rząd Carla Bildta. Zwyciężyli jednak w trzy lata później w kolejnych wyborach, dzięki czemu Ingvar Carlsson mógł stworzyć swój kolejny rząd (wspierany w Riksdagu przez Partię Zielonych i postkomunistyczną Partię Lewicy). Urzędujący premier w 1995 zadeklarował zakończenie swojej kariery politycznej. Główną kandydatką na jego następczynię stała się Mona Sahlin, której kariera polityczna załamała się jednak po ujawnieniu różnych nieprawidłowości. W konsekwencji na czele ugrupowania, a 22 marca 1996 również na czele kolejnego rządu stanął Göran Persson.

## Skład rządu
Biuro Premiera
- Premier: Ingvar Carlsson
- Wicepremierzy: Mona Sahlin (do 1995), Lena Hjelm-Wallén (od 1995)

Ministerstwo Sprawiedliwości
- Szef resortu: Laila Freivalds

Ministerstwo Spraw Zagranicznych
- Szef resortu: Lena Hjelm-Wallén

Ministerstwo Obrony
- Szef resortu: Thage G. Peterson

Ministerstwo Zdrowia i Spraw Społecznych
- Szef resortu: Ingela Thalén

Ministerstwo Transportu i Komunikacji
- Szef resortu: Ines Uusmann

Ministerstwo Finansów
- Szef resortu: Göran Persson

Ministerstwo Edukacji
- Szef resortu: Carl Tham

Ministerstwo Rolnictwa
- Szef resortu: Margareta Winberg

Ministerstwo Zatrudnienia
- Szef resortu: Anders Sundström

Ministerstwo Kultury
- Szef resortu: Margot Wallström

Ministerstwo Przemysłu
- Szef resortu: Sten Heckscher (do 1996), Jörgen Andersson (1996)

Ministerstwo Służb Cywilnych
- Szef resortu: Marita Ulvskog

Ministerstwo Środowiska
- Szef resortu: Anna Lindh

Ministrowie bez teki w resortach
- Mats Hellström
- Pierre Schori
- Leif Blomberg
- Anna Hedborg
- Jörgen Andersson (do 1996)
- Jan Nygren
- Ylva Johansson